# Rutland, North Dakota
Rutland är en ort i Sargent County i delstaten North Dakota, USA.